# Mansuè
Mansuè ist eine nordostitalienische Gemeinde (comune) mit 4970 Einwohnern (Stand 31. Dezember 2023) in der Provinz Treviso in Venetien. Die Gemeinde liegt etwa 29 Kilometer nordöstlich von Treviso und etwa 18 Kilometer südwestlich von Pordenone. Mansuè grenzt unmittelbar an die Region Friaul-Julisch Venetien. Die östliche Gemeindegrenze bildet der Livenza.

## Geschichte
In vorchristlicher Zeit war die Gegend durch die Veneter besiedelt. Mit dem 3. Jahrhundert vor Christus stand die Gegend dann unter römischen Einfluss. Die Ungarn fielen in den Zeiten der Völkerwanderung ein und verheerten das Gebiet. Bis zu ihrem Ende 1797 gehörte die Ortschaft mit ihren umliegenden Teilen der Republik Venedig an.